# Riesen Ludwigsburg 2021-2022
Questa voce raccoglie le informazioni riguardanti il Riesen Ludwigsburg nelle competizioni ufficiali della stagione 2021-2022.

## Stagione
La stagione 2021-2022 del Riesen Ludwigsburg è la 32ª nel massimo campionato tedesco di pallacanestro, la Basketball-Bundesliga.

## Roster
Aggiornato al 24 marzo 2024.
| MHP Riesen Ludwigsburg 2021-22 | MHP Riesen Ludwigsburg 2021-22 |
| Giocatori                      | Staff tecnico                  |
| ------------------------------ | ------------------------------ |

| N. | Naz.                                  | Ruolo | Nome                       | Anno | Alt.   | Peso   |  |
| -- | ------------------------------------- | ----- | -------------------------- | ---- | ------ | ------ |  |
| 1  | Stati Uniti (bandiera)                | P     | Jordan Hulls               | 1990 | 180 cm | 81 kg  |  |
| 2  | Germania (bandiera)                   | G     | Jacob Patrick              | 2003 | 193 cm | 75 kg  |  |
| 5  | Stati Uniti (bandiera)                | AP    | Justin Simon               | 1996 | 196 cm | 98 kg  |  |
| 6  | Germania (bandiera)                   | P     | Johannes Patrick           | 2001 | 185 cm | 74 kg  |  |
| 7  | Germania (bandiera)                   | AG    | Jonathan Bähre             | 1996 | 208 cm | 95 kg  |  |
| 8  | Stati Uniti (bandiera)                | G     | James Woodard              | 1994 | 191 cm | 83 kg  |  |
| 9  | Stati Uniti (bandiera)                | P     | Jaylen Hands               | 1999 | 191 cm | 82 kg  |  |
| 11 | Germania (bandiera)                   | P     | Lukas Herzog               | 2001 | 186 cm | 78 kg  |  |
| 12 | Stati Uniti (bandiera)                | P     | Jonah Radebaugh            | 1997 | 191 cm | 84 kg  |  |
| 13 | Cuba (bandiera) · Germania (bandiera) | AP    | Yorman Polas (C)           | 1985 | 192 cm | 88 kg  |  |
| 14 | Germania (bandiera)                   | G     | Paul Minjoth               | 2003 | 196 cm |        |  |
| 15 | Nigeria (bandiera)                    | AG    | Emmanuel Ugbo              | 2003 | 200 cm | 102 kg |  |
| 17 | Germania (bandiera)                   | AP    | Nico Santan Mojica         | 2002 | 194 cm | 86 kg  |  |
| 18 | Germania (bandiera)                   | C     | Jonas Wohlfarth-Bottermann | 1990 | 208 cm | 105 kg |  |
| 20 | Stati Uniti (bandiera)                | AP    | Rawle Alkins               | 1997 | 196 cm | 102 kg |  |
| 21 | Stati Uniti (bandiera)                | AP    | Tremmell Darden            | 1981 | 194 cm | 91 kg  |  |
| 22 | Stati Uniti (bandiera)                | AG    | Yoeli Childs               | 1998 | 203 cm | 102 kg |  |
| 23 | Stati Uniti (bandiera)                | GA    | David Walker               | 1993 | 198 cm | 89 kg  |  |
| 24 | Stati Uniti (bandiera)                | C     | Ethan Happ                 | 1996 | 208 cm | 107 kg |  |
| 27 | Germania (bandiera)                   | G     | Luis Nonfon                | 2004 | 194 cm | 90 kg  |  |
| 32 | Stati Uniti (bandiera)                | G     | Tekele Cotton              | 1993 | 188 cm | 92 kg  |  |

| Allenatore                                                                        |
| - / John Patrick                                                                  |
| Assistente/i                                                                      |
| - Lars Masell - David McCray Legenda - (C) Capitano - (IN) Inattivo - Infortunato |

## Mercato

### Sessione estiva
| Acquisti | Acquisti       | Acquisti             | Acquisti   | Acquisti |
| R.       | Nome           | da                   | Modalità   |          |
| -------- | -------------- | -------------------- | ---------- | -------- |
| P        | Jaylen Hands   | FMP Belgrado         | svincolato |          |
| G        | James Woodard  | Peristeri            | svincolato |          |
| GA       | David Walker   | Bayreuth             | svincolato |          |
| AG       | Jonathan Bähre | Clemson Tigers       | svincolato |          |
| AG       | Yoeli Childs   | Erie BayHawks        | svincolato |          |
| AG       | Emmanuel Ugbo  | Orange Lions Academy | svincolato |          |

| Cessioni | Cessioni       | Cessioni          | Cessioni       | Cessioni |
| R.       | Nome           | a                 | Modalità       |          |
| -------- | -------------- | ----------------- | -------------- | -------- |
| P        | Tyreese Blunt  | Coburg            | fine contratto |          |
| P        | Barry Brown    | Free agent        | fine contratto |          |
| PG       | Jaleen Smith   | Alba Berlino      | fine contratto |          |
| G        | Andrew Warren  |                   | ritirato       |          |
| AG       | Oscar da Silva | Free agent        | fine contratto |          |
| AG       | Desi Rodriguez | s.Oliver Wurzburg | fine contratto |          |
| C        | Jamel McLean   | Saragozza         | fine contratto |          |

### Dopo l'inizio della stagione
| Acquisti | Acquisti      | Acquisti     | Acquisti        | Acquisti   |
| R.       | Nome          | da           | Data            | Modalità   |
| -------- | ------------- | ------------ | --------------- | ---------- |
| AP       | Justin Simon  | Ulma         | 3 ottobre 2021  | svincolato |
| AP       | Rawle Alkins  | Gießen 46ers | 7 ottobre 2021  | svincolato |
| C        | Ethan Happ    | Free agent   | 8 gennaio 2022  | svincolato |
| G        | Tekele Cotton | Free agent   | 7 febbraio 2022 | svincolato |

| Cessioni | Cessioni     | Cessioni       | Cessioni         | Cessioni    |
| R.       | Nome         | a              | Data             | Modalità    |
| -------- | ------------ | -------------- | ---------------- | ----------- |
| P        | Jaylen Hands | Anversa Giants | 11 ottobre 2021  | rescissione |
| GA       | David Walker | Free agent     | 10 novembre 2021 | rescissione |
| AG       | Yoeli Childs | Free agent     | 5 dicembre 2021  | rescissione |